# Варламовский сельсовет
Варламовский сельсовет — сельское поселение в Болотнинском районе Новосибирской области Российской Федерации.
Административный центр — село Варламово.

## История
Статус и границы сельского поселения установлены Законом Новосибирской области от 2 июня 2004 года № 200-ОЗ «О статусе и границах муниципальных образований Новосибирской области»

## Население
| 2002 | 2010 | 2012 | 2013 | 2014 | 2015 | 2016 |
| ---- | ---- | ---- | ---- | ---- | ---- | ---- |
| 945  | ↘884 | ↘848 | ↘812 | ↘784 | ↘776 | ↘749 |
| 2017 | 2018 | 2019 | 2020 | 2021 |      |      |
| ↘740 | ↗756 | ↘739 | ↘726 | ↘713 |      |      |

## Состав сельского поселения
| № | Населённый пункт | Тип населённого пункта       | Население |
| - | ---------------- | ---------------------------- | --------- |
| 1 | Большая Чёрная   | деревня                      | ↘350      |
| 2 | Варламово        | село, административный центр | ↘436      |
| 3 | Кандереп         | деревня                      | ↘27       |
| 4 | Краснознаменка   | деревня                      | ↗71       |